# Christy Canyon

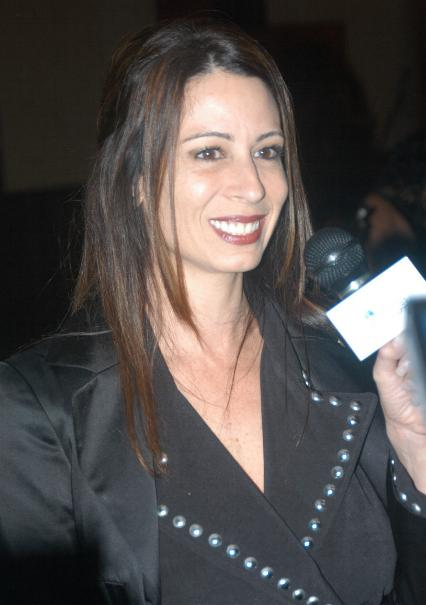
Christy Canyon (2006)

Christy Canyon (* 17. Juni 1966 in Pasadena, Kalifornien als Melissa Bardizbanian) ist eine US-amerikanische Pornodarstellerin armenischer Herkunft.

## Leben und Karriere
Canyon ist die jüngere Schwester der Autorin Carla Sinclair. Sie besuchte die Providence High School in Burbank und die North Hollywood High School in North Hollywood in Kalifornien. Sie hat einen Abschluss in Marketing.
1984 trat sie erstmals in einem Pornofilm auf. Canyons Film The Night Of Loving Dangerously von 1984 sorgte später für Aufsehen bei der Polizei, da sie mit der damals minderjährigen Traci Lords drehte.

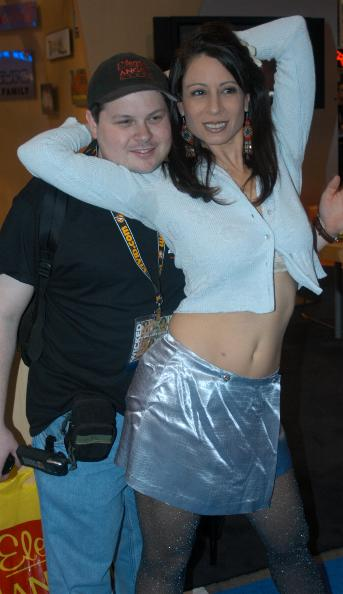
Christy Canyon (2005)

Von 1984 bis 1997 spielte Canyon in etwa 200 Filmen, wobei sie sich mehrmals vom Pornogeschäft zurückzog und wieder zurückkehrte. Mitte der 1990er-Jahre wurde sie für ihr Comeback von Vivid Video als Vivid Girl unter Vertrag genommen. Während ihrer Pornokarriere, in den Pausen und auch noch nach 1997 war Christy Canyon auch als Stripperin tätig.
2003 veröffentlichte sie ihre Autobiografie Lights, Camera, Sex!, die sie am 26. und 27. April 2003 beim Los Angeles Times Festival of Books vorstellte. 2004 wurde Christy Canyon als einer von 30 bekannten Pornodarstellern von dem amerikanischen Fotografen Timothy Greenfield-Sanders in seinem Buch XXX: 30 Porn-Star Portraits und seines HBO-Dokumentarfilms Thinking XXX porträtiert.
Canyon war verheiratet mit Tom Sinopoli (1993–1994) und mit Jeremy Stone (1996–1999), dem Herausgeber der Zeitschrift Adam Film World. Seit 2003 ist sie erneut verheiratet.
In einem Interview im Jahr 2005 sagte sie, dass sie mit all ihren Filmpartnern auch außerhalb des Studios Sex hatte. Wie in ihrem persönlichen Leben üblich, fanden diese Kontakte ohne Verwendung von Kondomen statt. Insgesamt oder für Dreharbeiten habe sie jedoch kein Problem mit Kondomen.
Canyon wurde in die XRCO Hall of Fame und in die AVN Hall of Fame aufgenommen.
1993 wurde sie in dem Song Heaven Is auf dem Album Liberator von OMD mit der Zeile „Heaven is Christy Canyon falling in love with me“ besungen.

## Auszeichnungen
- 1996: AVN Award Best Tease Performance (Comeback)
- Mitglied der AVN Hall of Fame
- Mitglied der XRCO Hall of Fame
- 2008: VOD Awards Lifetime Achievement

## Filmografie (Auswahl)
- 1984: Night Of Loving Dangerously
- 1984: I Like to Be Watched
- 1985: Battle Of The Stars
- 1985: Black Throat
- 1985: Diamond Collection 65
- 1985: Dirty letters
- 1985: Enchantress
- 1985: Harlequin Affair
- 1985: Hollywood Starlets
- 1985: Like A Virgin
- 1985: Midslumber's Night Dream
- 1989: Hot In The City
- 1989: I Dream Of Christy
- 1990: Coming Of Christy
- 1990: Portrait of Christy
- 1991: Passages 2
- 1991: Passages 4
- 1991: Twisted
- 1992: Pretty in Peach
- 1992: Christy in the wild
- 1997: Domination Nation
- 1999: Deep In The Canyon
- 2003: Teenage Christy Canyon
- 2019: Love Emergency
- 2024: American MILF